# ماركو ريمر
ماركو ريمر ((بالألمانية: Marko Rehmer)‏؛ مواليد 29 أبريل 1972 في برلين الشرقية) هو لاعب كرة قدم ألماني دولي سابق كان يلعب كمدافع. سبق له أن لعب في كأس العالم لكرة القدم 2002 مع منتخب بلاده. لعب خلال مسيرته 331 مباراة سجل خلالها 31 هدفاً.

## مسيرته الكروية
لعب ماركو ريمر خلال مسيرته الاحترافية مع 5 أندية في ثمانية عشر موسمًا وسجل خلالها 26 هدفًا ضمن 318 مباراة. ولم يفز بأي موسم بالكأس أو بالدوري.
خاض ماركو ريمر مسيرته مع نادي يونيون برلين في موسم 1990–91 ليلعب معه سبعة مواسم، مشاركًا في 90 مباراة سجل خلالها 14 هدفًا. ثم انتقل إلى نادي هانزا روستوك في موسم 1996–97 واستمر معه طيلة ثلاثة مواسم، حيث شارك في 81 مباراة سجل خلالها 4 أهداف. لينتقل بعدها إلى SG Gesundbrunnen Berlin ‏ في موسم 1999–00 ليلعب معه خمسة مواسم، مشاركًا في 107 مباراة سجل خلالها 6 أهداف. ثم انتقل إلى Hertha BSC II ‏ في موسم 2004–05 لمدة موسم واحد، مشاركًا في 3 مباريات ولم يسجل أي هدف. هذا وانتقل لاحقًا إلى نادي آينتراخت فرانكفورت في موسم 2005–06 ولمدة موسمين، مشاركًا في 37 مباراة سجل خلالها هدفين.

## الإنجازات

### النادي
- كأس الدوري الألماني: 2001، 2002؛ الوصيف 2000
- كأس ألمانيا: الوصيف 2005–06

### المنتخب
- كأس العالم: الوصيف 2002

## روابط خارجية
- ماركو ريمر على موقع الاتحاد الدولي (مؤرشف)  (الإنجليزية)
- ماركو ريمر على موقع قاعدة بيانات كرة القدم.إي يو (الإنجليزية)
- ماركو ريمر على موقع بيانات كرة القدم. دي إي (الألمانية)
- ماركو ريمر على موقع ناشيونال فوتبول تيمز (الإنجليزية)
- ماركو ريمر على موقع عالم كرة القدم.نت (الإنجليزية)
- مارك وريمر على weltfussball.de (بالألمانية)